# Змај Р-1
Змај Р-1 је прототип југословенског савременог лаког двомоторног средњокрилног авиона бомбардера мешовите конструкције средњег домета који је израђен у фабрици Змај 1940. године. Серијска производња овог бомбардера није остварена због немачког напада на Југославију априла 1941. године. Након рата, израђен је сличан прототип лаког бомбардера Икарус 215 и Икарус 214, који је имао серијску производњу.

## Пројектовање и развој
У фабрици Змај се 1936. године на иницијативу инж. Душана Станкова (тада техничког директора) приступило конструкцији вишенаменског борбеног авиона „разарача“. Након испитивања у аеротунелу у Варшави, понуђено је Команди ратног ваздухопловства пројект, који је прихваћен 28. марта 1938. године, и добио званичну ознаку Змај Р-1. Намена му је била авион за борбу, бомбардовање и извиђање. Тада се тиму пројектаната прикључује инж. Ђорђе Дуцић и неколико млађих инжењера који су радове на пројектовању и изради прототипа окончали до почетка великог штрајка аеро-наутичких радника који се одиграо априла 1940. године. Завршна монтажа је обављена на војном делу аеродрома у Земуну. Први лет је обављен 24. априла 1940. године, а пробни пилот је био резервни поручник Ђура Е. Ђаковић саобраћајни пилот Аеропута. Већ први летови су оправдали сва очекивања у погледу аеродинамичких особина и перформанси. Нажалост при трећем лету пилот није могао да извуче стајни трап па је слетео на трбух и притом оштетио елисе и моторе. Елисе и стајни трап су били немачке а мотори француске производње тако да је набавка делова због ратних дешавања у Европи ишло веома споро. Авион је обновљен тако да су испитивања могла да се наставе крајем марта 1941. године. Почетком Априла приликом бомбардовања Аеродрома у Земуну авион Змај Р-1 је оштећен а крајем јуна су га Немци исекли и бацили у старо гвожђе.
Овај двомоторни слободноносеће средњокрилац имао је два мотора Хиспано Суиза 14АБ од по 552 kW, мешовиту конструкцију и добро наоружање, два топа Оерликон калибра 20mm и четири митраљеза 7,9 mm. У извиђачкој варијанти уместо топова имао је додатне резервоаре и три члана посаде. Као бамбардер могао је у унутрашњости трупа да понесе 1.600 kg бомби.

## Технички опис
Авион је имао мешовиту конструкцију: труп је био овалног облика, типа монокок, израђен од легуре алуминијума (Алклад-легура алуминијума, бакра, мангана и магнезијума), која је отпорна на корозију и повећане је чврстоће а обложен је дрвеном лепенком. Кабина авиона је била пространа и у њу су могла да стану три члана посаде. Пилот је седео на првој позицији, иза њега је нешто издигнут седео извиђач који је уједно био и радио оператер и фото сниматељ а иза њега на трећој позицији окренут ка репу авиона седео је стрелац са митраљезом. Кабине су биле покривене поклопцом од плексигласа што је омогућавало добру прегледност члановима посаде. Испод кабине се налазио простор за смештај бомби.
Мотори Хиспано Суиза 14АБ који су покретали авион су имали по 14 цилиндара смештених у два реда у звезда распореду. Мотор се хладио ваздухом а због своје компактности тј. релативно малих димензија није стварао већи аеродинамички отпор као мотори те конструкције који су се производили у то време. Максимална стартна снага овог мотора је била 750 KS (552 kW), а трајна снага на висини од 3.000m је била 700 KS (515 kW). Сваки мотор је имао трокраку металну елису променљивог корака.
Крила авиона су имала дрвену конструкцију обложену шпером, била су трапезастог облика а крајеви крила су били заобљени.  Репни стабилизатори су од дрвета док су кормила висине и правца имала металну конструкцију пресвучену платном. Реп авиона се завршавао једним хотизонталним стабилизатором са кормилом висине а на крајевима хоризонталног стабилизатора су били причвршћена два вертикална стабилизатора са кормилима правца.
Стајни трап је био увлачећи у гондоле мотора. Увлачење је било хидрулично. У увученом стању точак је вирио ван контура оплате. Репни точак се није увлачио и могао је да се блокира, гуме на свим точковима су биле нископритисне.

## Оперативно коришћење
До оперативног коришћења овог авиона није дошло, знају се само планови, наиме на основу плана о пренаоружаванју ЈКВВ (Југословенско Краљевско Војно Ваздухопловство) било је предвиђено да се сви авиони за извиђање набаве од домаћих произвођача та улога је требало да припадне Змај Р-1. Да је овако конципиран авион био користан показала су искуства из Другог светског рата, где су све зараћене стране имале по неки такав авион, (Ме-110, де Хевиленд Москито, Потез 63, Ту-2 и слични) који је припадали овој класи авиона.

## Особине авиона Змај Р-1

### Опште карактеристике
- Мотор: 2 x Хиспано Суиза 14АБ, по 552 kW максималне снаге,
- Елисе: Трокраке, металне, подесиве,
- Посада: 3-4
- Распон крила: 14,40
- Дужина: 12,78
- Висина: 2,50
- Површина крила: 33,8
- Маса празног авиона: 2600
- Максимална полетна маса: 5664

### Перформансе
- Максимална брзина: 450
- Брзина крстарења: 320
- Брзина пењања: - 333
- Максимална висина лета: 10000
- Долет: 1000
- Наоружање: 2 x 20 mm топ, 2 x 7.92 mm или 2 x 12,7 mm митраљези, бомбе до 1.600